# Öffentliche Universität Niimi

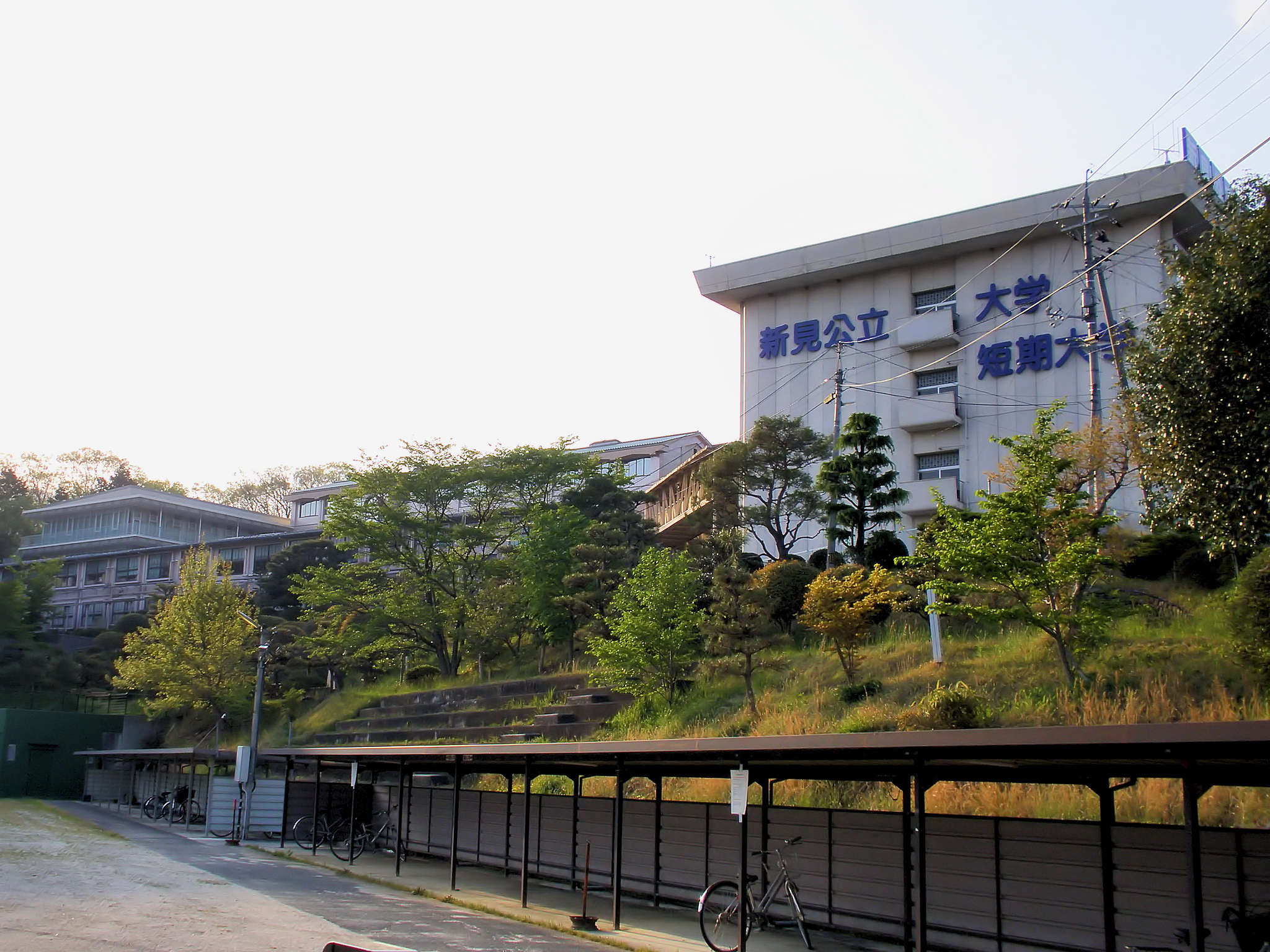
Öffentliche Universität Niimi (2010)

Die Öffentliche Universität Niimi (japanisch 新見公立大学 Niimi kōritsu daigaku; engl. Niimi University, kurz: NiU) ist eine städtische Universität in Niimi in der Präfektur Okayama (Japan).
Gegründet wurde sie 1980 als Frauenkurzuniversität Niimi (新見女子短期大学, Niimi joshi tanki daigaku) vom Ashin-Gebiet-Zweckverband (阿新広域事務組合, Ashin kōiki jimu kumiai; Ashin (阿新) bedeutete ehemaligen Landkreis Atetsu (阿哲郡) und Stadt Niimi (新見市); siehe Kōiki Rengō). Die Mitglieder (Gemeinden) waren Städte Niimi, Ōsa, Shingō, Tetta und Tessei. Alle Städte vom Zweckverband wurden 2005 zur heutigen Stadt Niimi zusammengelegt. Der Träger der Universität ist seit 2008 die von der Stadtverwaltung Niimi finanzierte Universitätskörperschaft.
Die Frauenkurzuniversität wurde 1999 zur Koedukativen Hochschule und in Öffentliche Kurzuniversiät Niimi (新見公立短期大学 Niimi kōritsu tanki daigaku) umbenannt. 2010 wurde sie zur 4-jährigen Öffentlichen Universität Niimi umgewandelt. 2014 richtete sie die Graduiertenschule (Masterstudiengang) ein, 2023 dann den Doktorkurs. Der englische Name war ab 1999 Niimi College; 2019 wurde er in Niimi University verändert.

## Fakultäten
- Fakultät für Gesundheitswissenschaften
  - Abteilung für Pflegewissenschaft
  - Abteilung für Kinderpflege und Vorschulpädagogik (jap. 健康保育学科, engl. Department of Early Childhood Care and Education)
  - Abteilung für Gemeinde-Wohlfahrt (jap. 地域福祉学科, engl. Department of Community Welfare)